# Thomas Addison
Thomas Addison (Longbenton, 2 d'abril de 1793 - Brighton, 29 de juny de 1860), va ser un científic i metge britànic del segle XIX. Va descobrir diverses malalties, entre les quals es troben la malaltia d'Addison (una patologia degenerativa de les glàndules suprarenals) i l'anèmia perniciosa, un patiment bromatològic causat per la incapacitat d'absorbir vitamina B12.

## Primers anys
Thomas Addison va néixer en Longbenton, prop de Newcastle upon Tyne, fill de Sarah i Joseph Addison, un botiguer i comerciant de farina en Long Benton. Va assistir a l'escola local i més tard a la Royal Free Grammar School en Newcastle upon Tyne. Va aprendre llatí de manera tal que prenia les seves notes en aquest idioma i podia parlar-lo amb fluïdesa.
El pare de Addison volia que fos advocat, però en 1812 va ingressar a la Universitat d'Edimburg com a estudiant de medicina. En 1815 es va graduar com a doctor en Medicina, amb una tesi titulada Dissertatio medica inauguralis quaedam de syphilide et hydrargyro complectens ("Dissertació mèdica sobre la sífilis i el mercuri").
Addison es va traslladar d'Edimburg a Londres aquest mateix any i va començar a treballar com a cirurgià resident al Lock Hospital. En aquesta època, va ser alumne de Thomas Bateman en un centre públic. Va començar una pràctica particular de medicina mentre era mèdic en un pavelló obert en Carey Street.
Sota la influència dels seus mestres, Addison va començar a fascinar-se amb les malalties dermatológicas. Aquesta fascinació, que va durar fins al final de la seva vida, el va portar a ser el primer a descriure els canvis en la pigmentació de la pell, típica del que en l'actualitat es coneix com a malaltia d'Addison.

## Guy's Hospital
El començament de la cèlebre carrera de Addison com a metge i científic sol datar-se en 1817, quan va començar a treballar com a alumne mèdic en el Guy's Hospital. L'Escola de Medicina Guy's va registrar la seva entrada de la següent manera: "13 de desembre de 1817, d'Edimburg, Dr. T. Addison, va pagar 22-1 lliures per ser un alumne mèdic perpetu". Addison va obtenir la seva llicenciatura al Royal College of Physicians el 1819 i alguns anys després va ser triat membre del Royal College.
El 14 de gener de 1824, Addison va ser ascendit a assistent mèdic, i en 1827 va ser nomenat conferenciant de matèria medica. En 1835 Addison va ser conferenciant conjunt amb Richard Bright sobre medicina pràctica, i en 1837 es va convertir en metge del Guy's Hospital. Quan Bright es va retirar de les conferències en 1840, Addison va assumir solament el càrrec, que va mantenir fins a l'any 1855. En aquesta època, quan els estudiants de medicina pagaven per assistir a cursos separats i conferències, buscaven per tota la ciutat als mestres més atractius, i Addison era un conferenciant brillant, per la qual cosa atreia gran quantitat de gent a les seves xerrades.
Thomas Addison era un diagnosticador molt bo, però tendia a ser taciturn i tímid en l'atenció directa als pacients, en una època en què els metges solien treballar amb pràctiques nombroses. Va ser un dels metges més respectats del Guy's Hospital, on va influir als seus alumnes i companys, dedicant-se gairebé per complet als seus estudiants i pacients. Va ser descrit com el tipus de metge que sempre tracta de descobrir el canvi en una peça de maquinària, en lloc d'aquells, com el seu contemporani Benjamin Guy Babington, que consideraven als seus pacients com a éssers humans sofrents i sensibles.

## Defunció
Thomas Addison va sofrir de molts episodis de depressió clínica greu. Pel que sembla, la depressió va contribuir al seu retir el 1860; aquest any va escriure als seus estudiants de medicina: "Una anomalia considerable en la meva salut m'ha espantat davant l'aclaparament, les responsabilitats i l'emoció de la meva professió; si això serà temporal o permanent encara no pot assegurar-se, però, qualsevol que sigui el problema, poden estar segurs que res ha estat mai millor calculat per calmar-me que l'amable interès manifestat pels alumnes del Guy's Hospital durant els molts anys que li vaig dedicar a aquesta institució".
Tres mesos després, el 29 de juny de 1860, Addison es va suïcidar. El dia posterior a la seva mort, el periòdic Brighton Herald va publicar:
Va ser sepultat en el cementiri del priorat de Lanercost. L'hospital va manar fer un bust amb la seva imatge, va nomenar una nova ala de l'hospital en el seu honor i va perpetuar la seva memòria amb una placa de marbre en la capella.

## Malalties que va descobrir
Addison és conegut en l'actualitat per haver descobert i descrit diverses malalties. El seu nom va ser inclòs en els annals de la medicina com a part del nom de diverses patologies mèdiques, incloent: 
- malaltia d'Addison, que causa la destrucció progressiva de les glàndules suprarenals, causant una deficiència en la secreció d'hormones adrenocorticales. Addison va descriure aquesta condició en una publicació de 1855, On the Constitutional and Local Effects of Disease of the Suprarenal Capsules.
- crisi d'Addison, una crisi que posa en perill la vida, causada per la malaltia d'Addison.
- addisonisme, un conjunt de símptomes semblants a la malaltia d'Addison però que no es deuen a aquesta; és a dir, no són causats per una falla en les glàndules suprarenals.
- anèmia addisioniana, en l'actualitat sinònim d'anèmia perniciosa, que es relaciona amb la deficiència de vitamina B12. Va ser descrita per primera vegada el 1849.
- síndrome d'Addison-Schilder, una malaltia metabòlica que combina les característiques de la malaltia de Addison i l'esclerosi múltiple.

Addison va ser un dels primers a descriure amb precisió l'apendicitis i va escriure un estudi important sobre les accions del verí. També va realitzar contribucions que van desembocar en el reconeixement i comprensió de diverses altres malalties, incloent:
- la malaltia I de Alibert, una patologia cutània caracteritzada per taques rosades, envoltades d'un halo porpra;
- síndrome d'Allgrove, un defecte congènit en la lacrimació;
- malaltia de Rayer, una malaltia caracteritzada per falta de pigmentació, icterícia i eixamplament del fetge i la melsa.